# منتخب الدنمارك تحت 17 سنة لكرة القدم للسيدات
منتخب الدنمارك تحت 17 سنة للسيدات لكرة القدم (بالدنماركية: Danmarks U/17-kvindefodboldlandshold)‏ هو ممثل الدنمارك الرسمي في المنافسات الدولية في كرة القدم في فئة كرة قدم تحت 17 سنة للسيدات، يديريه اتحاد الدنمارك لكرة القدم.